# Gelis proximus
Gelis proximus là một loài tò vò trong họ Ichneumonidae.